# Combustible sólido recuperado
CSR (Combustible sólido recuperado) es un combustible preparado a partir de residuos no peligrosos para su valorización energética en plantas de incineración y coincineración (hornos industriales, centrales térmicas, plantas de cogeneración, etc.), que cumple con las normas europeas especificadas por el Comité Europeo de Normalización (CEN).

## Definición
El combustible sólido recuperado (CSR) es un combustible preparado a partir de residuos no peligrosos para su valorización energética en plantas de incineración y coincineración (hornos industriales, centrales térmicas, plantas de cogeneración, etc.), que cumple con las normas europeas especificadas por el Comité Europeo de Normalización (CEN).
La fabricación de CSR implica la aplicación de tecnologías que varían dependiendo del residuo utilizado y de la calidad final requerida, y que permiten adecuar el material residual (Figura 1), obteniéndose un combustible de calidad que cumple con las especificaciones marcadas por el CEN y por el usuario final.
En países como Alemania, Finlandia e Italia el mercado del CSR está plenamente implantado, demostrando la viabilidad técnica y económica de su producción y uso. A escala global en Europa se produjeron en el año 2007  más de 8 millones de toneladas de CSR, y se estima que a largo plazo podrían llegar a consumirse entre 24-41Mt/año.
Los países que disponen de amplia experiencia en la producción y uso de CSR implantaron hace años normativa específica para los combustibles producidos a partir de residuos: Italia dispone desde el año 1992 de la norma UNI9903, Finlandia cuenta con la norma SFS 5875, y en Alemania la calidad del CSR viene regulada por la norma RAL-GZ724.
La madurez del mercado de CSR en estos países demuestra la necesidad de implantar unos estándares de calidad para la consolidación de este mercado.
En España, el Comité Técnico de Normalización 301 de AENOR, con la colaboración de empresas y entidades estatales implicadas en la fabricación y uso de CSR,  participa en el Comité Técnico TC343, y trabaja en la elaboración de los proyectos de norma española para la regularización y certificación del CSR.
El uso de CSR con contenido en Biomasa permite reducir los costes en consumo de combustible fósil, las emisiones de CO2 y los costes de compra de derechos de emisiones, contenido que otorga al CSR un valor intrínseco en el mercado de derecho de emisiones.  El Comité Técnico TC343 está trabajando en la definición de un método estandarizado que permita determinar este contenido en biomasa.
Se calcula que 1 tonelada de CSR reduce las emisiones de CO2 en no menos de 1 tonelada. En Italia test certificados mostraron una reducción de 1,75 toneladas de CO2 por tonelada de CSR.

## Combustible sólido recuperado en España
En España el uso de CSR está en una fase muy preliminar, existiendo pocas plantas de producción de CSR y limitándose el uso de este CSR a las plantas cementeras. En el año 2007 el sector cementero utilizó un total de 145.203 tep procedentes de combustibles sólidos alternativos procedentes de residuos.
Con una eficiente recuperación energética de los residuos, y según estudios publicados, España podría obtener hasta un 8,3% de la energía primaria consumida, frente al actual 2,6% (cifras referidas al año 2006). Aproximadamente el 50% procederían de residuos urbanos e industriales. Todo ello indica el potencial que aún existe en España para el desarrollo de un mercado de CSR.

## Conclusiones
La incorporación del CSR en el mercado energético aporta numerosas ventajas, tanto a nivel económico como ambiental: gestión y tratamiento de residuos más sostenible, mayor estabilidad del mercado energético y reducción de la  dependencia energética exterior, incremento del uso de Energías renovables y reducción de emisiones de CO2.
En España no existe un mercado consolidado debido a diversos factores, el principal de los cuales es la necesidad de establecer un marco normativo adecuado que impulse a las empresas implicadas en la gestión de residuos y a los consumidores finales a establecer los mecanismos necesarios para que el uso del CSR sea una realidad.